# Mouvement citoyens genevois

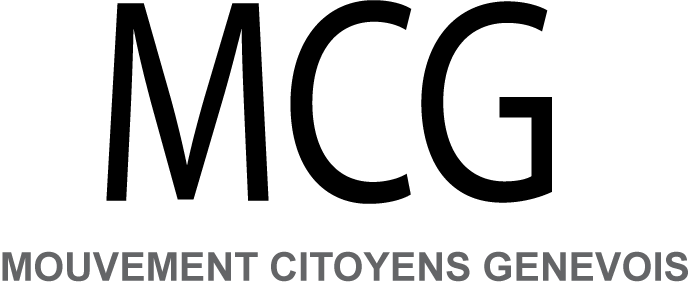
Logo des «Mouvement citoyens genevois»

Das Mouvement citoyens genevois (deutsch Genfer Bürgerbewegung, italienisch Movimento dei Cittadini Ginevrini) ist eine rechtspopulistische Protestpartei im Schweizer Kanton Genf. Unter dem Namen Mouvement citoyens romands versuchte die Partei Anfang der 2010er Jahre auch in anderen Kantonen der französischsprachigen Schweiz aktiv zu werden, blieb dabei allerdings erfolglos.

## Geschichte
Das Mouvement citoyens genevois (MCG) wurde am 6. Juni 2005 vom ehemaligen SVP-Mitglied Georges Letellier und vom früheren LPS-Politiker Éric Stauffer als lokalpatriotische Protestpartei gegründet. Bei den kantonalen Wahlen am 9. Oktober 2009 erreichte das MCG 17 der 100 Sitze des Grossen Rates von Genf und stieg damit zur zweitstärksten Partei des Kantons Genf auf.
Nach diesen Erfolgen kündigte das MCG an, in der ganzen französischsprachigen Schweiz aktiv zu werden. Es gründeten sich darauf kleine Sektionen in den Kantonen Waadt und Neuenburg. Das Mouvement citoyens vaudois kandidierte im Frühling 2011 in Lausanne und Yverdon-les-Bains, erreichte dabei aber jeweils nur um 1 % der Stimmen und keine Sitze. Ebenso erfolglos war es bei den Waadtländer Grossratswahlen vom 11. März 2012. Die Neuenburger MCR-Sektion erreichte im Mai 2012 bei den Wahlen ins Neuenburger Stadtparlament rund 3 % der Stimmen und blieb ebenfalls ohne Sitze. Inzwischen bestehen diese Sektionen nicht mehr.
In den Schweizer Parlamentswahlen 2011 erreichte das MCG im Kanton Genf 9,8 %. Damit blieb es zwar deutlich unter seinen Ergebnissen bei den kantonalen Wahlen, konnte mit Mauro Poggia jedoch erstmals einen Nationalrat stellen. Er blieb in den zwei Jahren seiner Ratszugehörigkeit fraktionslos. Im Kanton Waadt, wo der Mouvement citoyens romands ebenfalls eine Liste eingereicht hatte, erhielt es dagegen nur 0,5 % der Stimmen.
In den Genfer Kantonswahlen 2013 erreichte das MCG 19,23 % der abgegebenen Stimmen und gewann 20 Sitze (+ 3); es blieb damit zweitstärkste Partei nach der FDP. Mit Mauro Poggia stellt das MCG seither auch ein Mitglied der 7-köpfigen Genfer Exekutive. Aufgrund dieser Wahl schied er aus dem Nationalrat aus; dort folgte ihm als Ersatz Roger Golay nach, der sich der Fraktion der Schweizerischen Volkspartei (SVP) anschloss. Anlässlich der Schweizer Parlamentswahlen 2015 konnte das MCG seinen Sitz unter Verlusten verteidigen. Die kantonalen Wahlen von 2018 brachten dem MCG trotz der Wiederwahl von Staatsrat Poggia heftige Verluste von fast der Hälfte der Sitze im kantonalen Parlament. Zudem verlor es in den Nationalratswahlen von 2019 seinen einzigen Sitz im nationalen Parlament; der amtierende Nationalrat Roger Golay wurde nicht wiedergewählt. In den kantonalen Wahlen 2023 konnte das MCG nach dem Rücktritt von Mauro Poggia seinen Sitz in der Genfer Regierung nicht verteidigen, aber im Grossen Rat drei Sitze dazugewinnen. In den Schweizer Parlamentswahlen 2023 wurde Mauro Poggia in den Ständerat sowie Roger Golay und Daniel Sormanni in den Nationalrat gewählt. Sie schlossen sich der Fraktion der Schweizerischen Volkspartei (SVP) an.

## Politische Positionen
Der MCG sieht sich selber im politischen Spektrum als weder links noch rechts angesiedelt. Die Partei ist auch durch populistische Positionen bekannt in Form von aggressiven Kampagnen gegen Grenzgänger aus dem benachbarten Frankreich und Immigranten. Er argumentiert, dass die Konkurrenz durch Grenzgänger vielen Genfern die Arbeit wegnimmt, und fordert daher die Kantonalpräferenz («Préférence cantonale»): Einwohner des Kantons sollten unabhängig von ihrer Nationalität auf dem Arbeitsmarkt Vorrang haben. In sozialen Fragen nimmt die Partei im Gegensatz zur direkten Konkurrentin SVP linke Positionen ein.

## Wahlergebnisse

### Nationalrat
| Jahr | Schweiz | Schweiz | Schweiz | Kanton Genf | Kanton Genf | Kanton Genf | Kanton Waadt    | Kanton Waadt    | Kanton Waadt    |
|      | Stimmen | %       | Sitze   | Stimmen     | %           | Sitze       | Stimmen         | %               | Sitze           |
| ---- | ------- | ------- | ------- | ----------- | ----------- | ----------- | --------------- | --------------- | --------------- |
| 2007 | 2'655   | 0,12 %  | 0       | 2'655       | 2,5 %       | 0           | keine Teilnahme | keine Teilnahme | keine Teilnahme |
| 2011 | 10'555  | 0,44 %  | 1       | 9'690       | 9,8 %       | 1           | 865             | 0,5 %           | 0               |
| 2015 | 8'069   | 0,32 %  | 1       | 8'069       | 7,9 %       | 1           | keine Teilnahme | keine Teilnahme | keine Teilnahme |
| 2019 | 5'388   | 0,22 %  | 0       | 5'388       | 5,4 %       | 0           | keine Teilnahme | keine Teilnahme | keine Teilnahme |
| 2023 | 13'019  | 0,51 %  | 2       | 13'019      | 12,3 %      | 2           | keine Teilnahme | keine Teilnahme | keine Teilnahme |

### Grosser Rat des Kantons Genf
Die folgende Tabelle gibt eine Übersicht über die Wahlergebnisse des MCG bei den Wahlen in den Grossen Rat (das Kantonsparlament des Kantons Genf). Anzumerken ist, dass bei diesen Wahlen jeder Genfer Wähler über 100 Stimmen verfügt. Um die Zahl aussagekräftiger zu machen, wurden in der unten stehenden Tabelle daher die Anzahl Stimmen durch 100 geteilt:
| Jahr | Wähler | %      | Sitze |
| ---- | ------ | ------ | ----- |
| 2005 | 6'633  | 7,7 %  | 9     |
| 2009 | 12'814 | 14,7 % | 17    |
| 2013 | 17'776 | 19,2 % | 20    |
| 2018 | 8'485  | 9,4 %  | 11    |
| 2023 | 10'743 | 11,7 % | 14    |

### Staatsrat des Kantons Genf
Im zweiten Durchgang der Wahlen zum Genfer Staatsrat am 10. November 2013 zog das MCG erstmals in die Kantonsregierung ein. Mauro Poggia erreichte mit 41'127 Stimmen den siebten Platz und gehörte bis zum 31. Mai 2023 der Genfer Kantonsregierung an. In den Wahlen vom April 2023 trat Poggia nicht wieder an. Philippe Morel schaffte als Kandidat des MCG die Wahl in die Regierung nicht.